# 軍部
軍部（ぐんぶ）は、最広義には陸軍・海軍・空軍など、国家が保有する軍隊全体を指していう言葉である。
この「軍部」が用いられるのは、文民政府との関係を論じる文脈で、軍部による政治介入、軍部クーデターによる文民政府の倒壊、軍事専門職集団である軍部に対する文民統制、アジア・ラテンアメリカの権威主義体制下における民政移管など、いわゆる「政軍関係（civil-military relations）」を論じる場合である。

## 日本における軍部
日本における狭義の軍部は、戦前の旧日本軍（旧日本陸軍及び旧日本海軍）の上部組織、すなわち、陸軍省や海軍省・陸軍参謀本部・海軍軍令部等を指す（空軍は日本を含む多くの国で、登場したのが第二次世界大戦後）。
戦前期日本における軍部の制度的前提となったのは、軍部の政府からの独立性を保障した統帥大権（大日本帝国憲法第11条）、軍部大臣現役武官制、帷幄上奏権、軍学校を通じた幹部の養成制度（陸軍の場合は、陸軍幼年学校 - 陸軍士官学校 - 陸軍大学校、海軍の場合は、海軍兵学校 - 海軍大学校）などであった。
ただし、実際に軍部がその実体性を持ちうるようになったのは、三宅正樹によると、陸海軍が政党政治家・官僚・重臣などの文民政治勢力に対して自立性を高め、さらにはこれを圧倒する政治勢力として登場してきたときであり、最初はもっぱら文民政治勢力から批判と反感を込めて「軍部」という表現がしきりに用いられるようになったという（三宅、1983年、10頁以下）。
第二次世界大戦敗戦後は、戦闘能力を有する自衛隊を制度的にも実質的にも文民統制下に置いているため、少なくとも自衛隊が戦前期の軍部のような政治介入やクーデターをおこなうことは考えにくくなっている。

## 日本以外における軍部
日本以外でこの「軍部」に対応する語を見出すのはむずかしい。軍隊内の上部機関という点では、プロイセンの将校団（下士官と兵士を含まない専門職団体）などがそれにもっとも近いかもしれない。
ハンティントン初期の政軍関係研究は、近代的な将校団の特質をそのプロフェッショナリズムに置いて、（1）暴力の独占的管理・運営部門における専門技術性、（2）国家の軍事上の安全保障における責任性、（3）それ以外の社会から区別された特殊な職業集団を形成する団体性をその特徴として挙げている。こうしたハンティントンの政軍関係論にはその後、他の論者によって批判・修正が加えられたが、軍部の定義や実態を考察する際には、依然としてその出発点になることはたしかであろう。